# Нововасилівка (пункт контролю)
52°20′10″ пн. ш. 33°28′24″ сх. д. / 52.33611° пн. ш. 33.47333° сх. д.
Нововаси́лівка — пункт пропуску через державний кордон України на кордоні з Росією.
Розташований у Сумській області, Середино-Будський район, поблизу однойменного села на автошляху місцевого значення. З російського боку знаходиться пункт пропуску «Бєлая Бєрьозка», Трубчевський район, Курська область на автошляху місцевого значення у напрямку Трубчевська.
Вид пункту пропуску — автомобільний, пішохідний (тільки піший рух). Статус пункту пропуску — місцевий (з 9.00 до 18.00).
Характер перевезень — пасажирський.
Пункт пропуску «Нововасилівка» може здійснювати тільки радіологічний, митний та прикордонний контроль.